# Stahl (Bitburg)

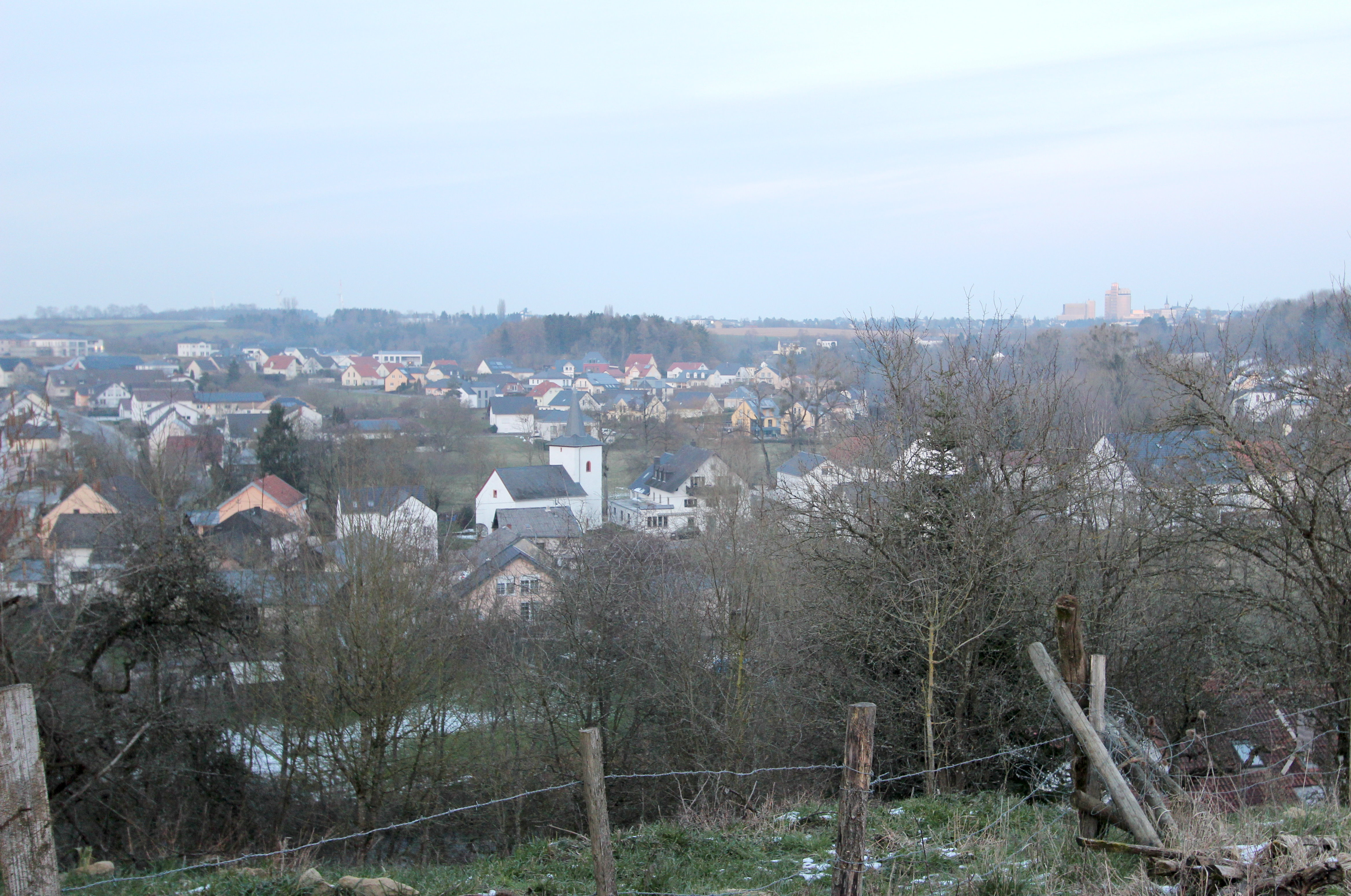
Stahl, Blick von Auf Koppen

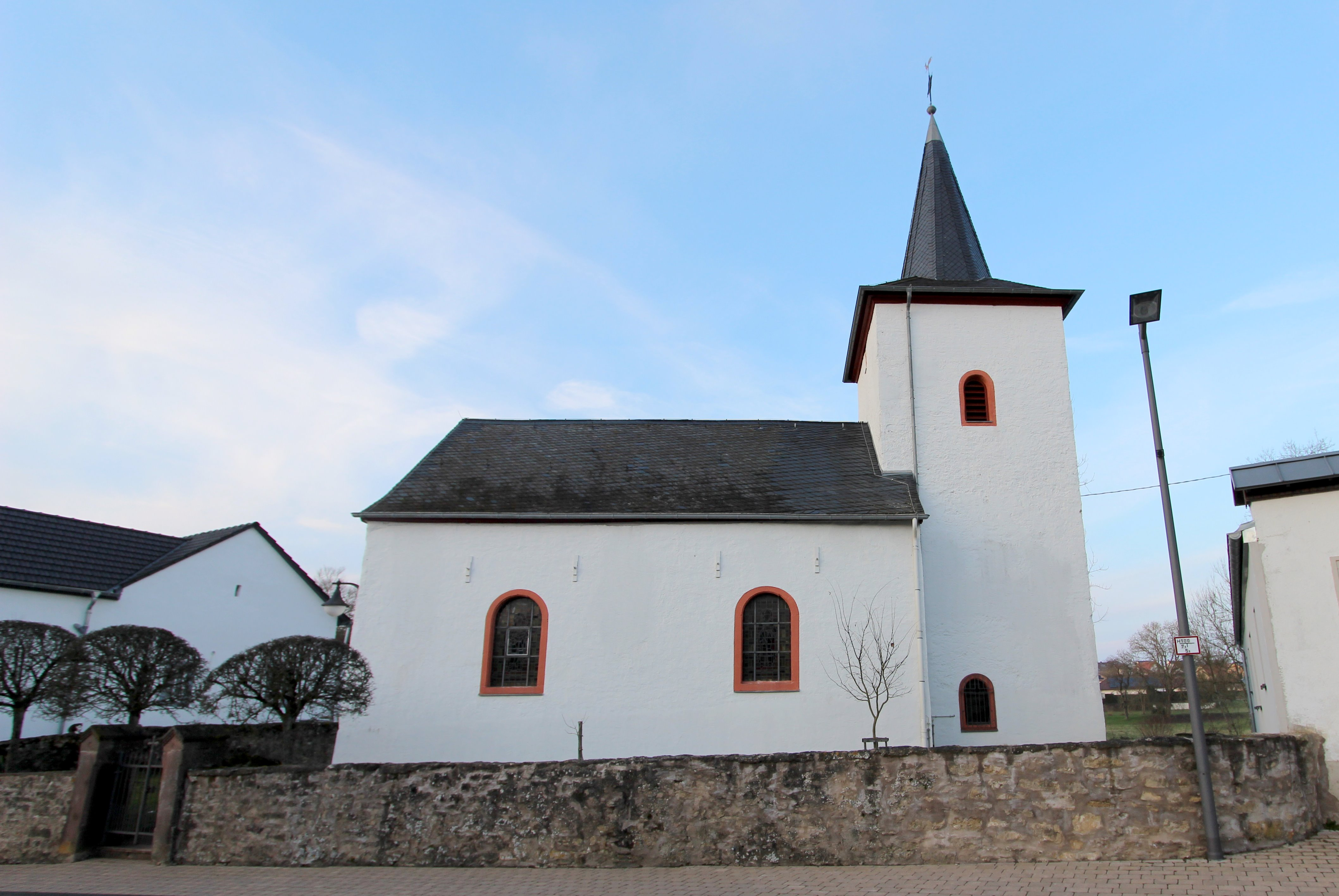
Kirche St. Wolfgang und Luzia

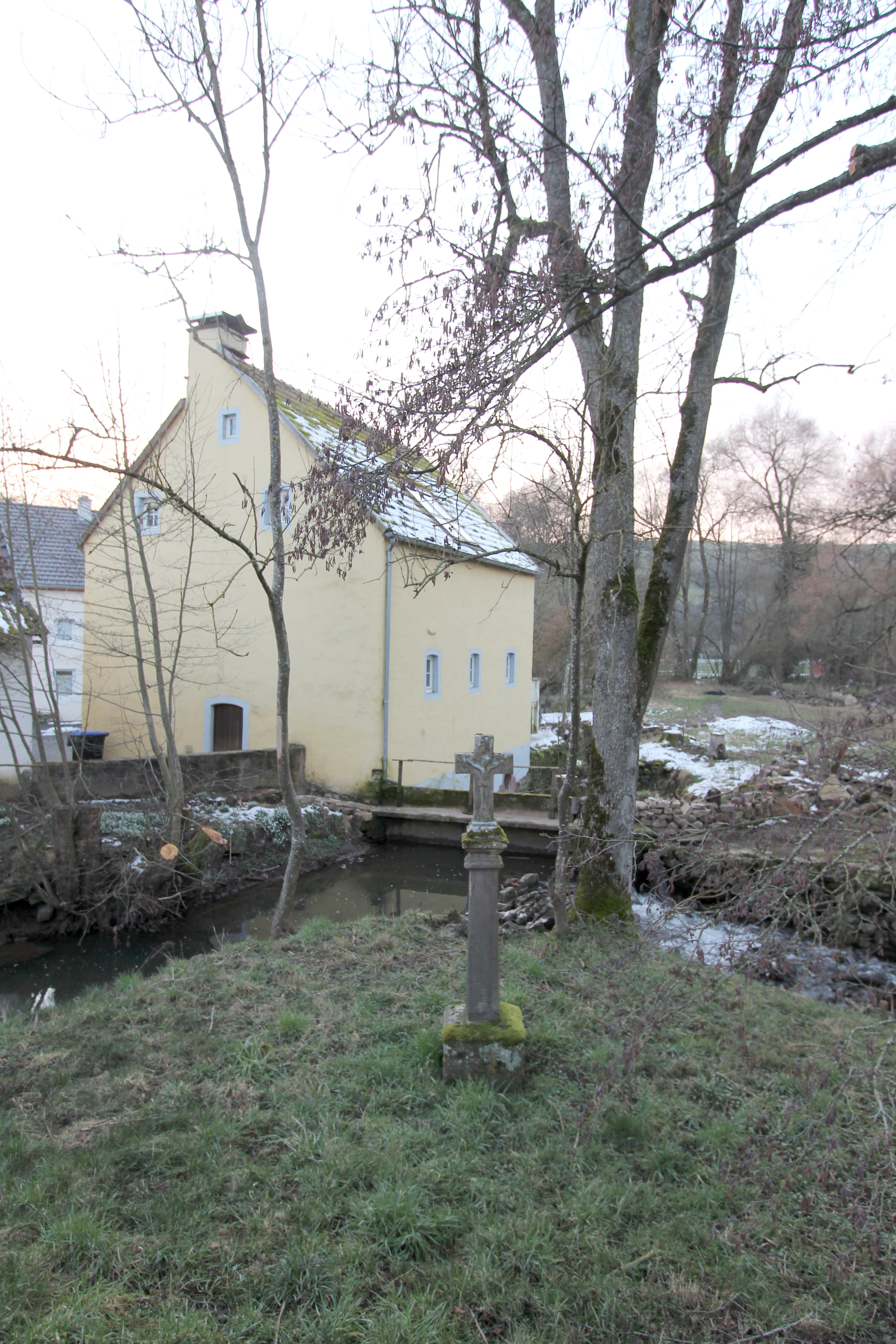
Mühle an der Nimsschleife von 1798 mit altem Wegekreuz

Stahl ist ein Stadtteil von Bitburg im Eifelkreis Bitburg-Prüm in Rheinland-Pfalz.
Bis 1969 war Stahl eine eigenständige Gemeinde.

## Geographie
Der Ort liegt in der Südeifel etwa 2 km westlich des Bitburger Zentrums im Nimstal.
Zu Stahl gehören auch die Wohnplätze Backesmühle, Wingertsberg und Auf Büchelsbach.

## Geschichte
Im Bereich Stahls wurden drei römische Siedlungsstätten ausgegraben. Nach der Sicherung dieser Funde wurden sie wieder zugeschüttet. Aus dem 2. Jahrhundert stammt die villa rustica, die in der Stahler Gemarkung rechts der Nims gegenüber der heutigen Burgmühle aufgetan wurde. Dort wurden Verputzreste mit Bemalungen gefunden. Auch im Distrikt „Buppert“ konnte man eine römische Besiedlung nachweisen. Im Rahmen von Bauarbeiten an der Kläranlage stieß man 1982 auf eine sich aus sechs Gebäuden zusammensetzenden kleine Wohn- und Eisenhüttenanlage. Des Weiteren gehören zu den zahlreichen Funden aus römischer Zeit 50 Bronzemünzen und eine in der heutigen Türkei geprägte Goldmünze des römischen Kaisers Konstantin II. (337–361). Zwölf Hügelgräber liegen im Westen von Stahl.
Eine erste urkundliche Erwähnung als „Stalle“ im Prümer Güterverzeichnis stammt aus dem Jahr 893. Die frühesten Angaben zum Umfang der Bewohnung des Ortes stammen von 1470, als das Luxemburger Feuerstättenverzeichnis für „Stalle“ sieben Häuser registrierte. 1766 hatte Stahl bereits 89 Einwohner in neun Häusern, 1962 379 Einwohner in 68 Häusern und 1980 schon über 700 Einwohner.
Nach dem Zweiten Weltkrieg wuchs der Ort rasant, ausgelöst durch die große Wohnraumnachfrage aufgrund der Errichtung des NATO-Flugplatzes bei Bitburg. Die Bebauung konzentrierte sich in dieser Zeit v. a. auf den Stahler Weg. In den 1980er-Jahren wurden die Baugebiete „Am Hahnenberg“ und „Unter’m Stahler Kopf“ erschlossen, 2002 kam das Baugebiet „Hammerwies“ östlich der Oberweiser Straße hinzu. Seit 2006 laufen die Planungen für weitere Baugebiete nördlich von „Hammerwies“ und „Unter’m Stahler Kopf“.
Die bis dahin eigenständige Gemeinde Stahl wurde am 7. Juni 1969 in die Stadt Bitburg eingemeindet.

## Politik

### Ortsbezirk
Stahl ist gemäß Hauptsatzung einer von sechs Ortsbezirken der Stadt Bitburg. Der Ortsbezirk umfasst das Gebiet der ehemaligen Gemeinde. Die Interessen des Ortsbezirks werden durch einen Ortsbeirat und durch einen Ortsvorsteher vertreten.

### Ortsbeirat
Der Ortsbeirat besteht aus zwölf Mitgliedern, die bei der Kommunalwahl am 9. Juni 2024 in einer personalisierten Verhältniswahl gewählt wurden, und dem ehrenamtlichen Ortsvorsteher als Vorsitzendem.
Die Sitzverteilung:
| Wahl | SPD | CDU | FDP | FW | LS (*1) | FBL (*2) | Gesamt   |
| ---- | --- | --- | --- | -- | ------- | -------- | -------- |
| 2024 | 1   | 5   | 1   | 3  | –       | 2        | 12 Sitze |
| 2019 | 2   | 5   | –   | –  | 2       | 2        | 11 Sitze |
| 2014 | 2   | 4   | –   | –  | 4       | 1        | 11 Sitze |
| 2009 | 2   | 5   | –   | –  | 2       | 2        | 11 Sitze |
| 2004 | 1   | 6   | –   | –  | 2       | 2        | 11 Sitze |

### Ortsvorsteher
Wilhelm Heyen (CDU) wurde Ende 2014 erneut Ortsvorsteher von Stahl. Er hatte dieses Amt bereits von 1974 bis 1984 ausgeübt. Bei der Direktwahl am 26. Mai 2019 wurde er mit einem Stimmenanteil von 77,68 % und am 9. Juni 2024 als einziger Bewerber mit 79,8 % jeweils für weitere fünf Jahre in seinem Amt bestätigt.
Heyens Vorgänger und gleichzeitig Nachfolger waren Joachim Kandels (2014 vorübergehend Beauftragter wegen Vakanz des Amtes), Rudolf Rüdesheim (2009–2014) und Heinz-Günter Brenner (1984–2009).

## Kultur und Sehenswürdigkeiten

### Bauwerke
- Katholische Filialkirche St. Luzia und St. Wolfgang, Kernbau von 1426
- Gemeinschaftshaus – ehemaliges Schulgebäude von 1911
- Mühlenhaus in der Oberweiser Straße von 1798
- Backesmühle von 1847
- Gasthaus Zur alten Dorfschänke

Siehe auch: Liste der Kulturdenkmäler in Stahl

### Grünflächen und Naherholung
- Wandertouren in und um Stahl[16][17][18]

### Regelmäßige Veranstaltungen
- Jährliches Kirmes- bzw. Kirchweihfest
- Hüttenbrennen am ersten Wochenende nach Aschermittwoch (sogenannter Scheef-Sonntag), Auf Koppen[19][20]
- Sankt-Martins-Umzug

## Wirtschaft und Infrastruktur
Erreichbar ist Stahl u. a. über zwei Abzweigungen der Bundesstraße 50 (Stahler Weg und Steinebrück).